# 十種ヶ峰ウッドパーク
十種ヶ峰ウッドパーク（とくさがみねウッドパーク）は、山口県山口市阿東嘉年下の十種ヶ峰にあるレジャー施設。オートキャンプ場およびスキー場がある。
施設は山口市が設置しており、指定管理者制度が導入されている。かつては第三セクターの「十種ヶ峰ウッドパーク」が管理していたが、同市内にある道の駅を運営する第三セクターの「願成就」に経営統合され、同社が指定管理者となっている。

## オートキャンプ場
オートキャンプ場や各種コテージおよびロッジといった宿泊に使用できる施設のほか、バーベキュー棟や「ミニSL」などの施設がある。

## 十種ヶ峰スキー場
初・中級向けの第1ゲレンデ（延長600m）および競技にも使用される上・中級向けの第2ゲレンデ（延長1,200m）のほか、林間コース、初級コース、そりコースが設置されている。リフトは第1ゲレンデに2基設置されている。
ナイター営業は行っていない。なお、第1ゲレンデについては積雪が2,30cm程度あれば滑走が可能としている。冬季以外はマウンテンバイクの走行や競技にも利用されている。

## コース

### センターゲレンデ
- 林間コース
- そりコース

### ラピュタゲレンデ
- ラピュタゲレンデ

## リフト
- ペアリフト
- ロープトゥー

## 位置情報
- 北緯34度27分3.8秒 東経131度41分41.4秒 / 北緯34.451056度 東経131.694833度
- 十種ヶ峰（山口） - 地理院地図
- （十種ヶ峰青少年野外活動センター） - Google マップ

## 交通
- 国道315号より山口県道332号十種ヶ峰線へ。